# Instytut Badania Spraw Międzynarodowych
Instytut Badania Spraw Międzynarodowych – polska emigracyjna placówka istniejąca od 1946 do 1950 roku w Londynie. Jej zadaniem było przede wszystkim prowadzenie badań naukowych w zakresie stosunków międzynarodowych po 1918 roku, z naciskiem na kraje Europy Środkowo-Wschodniej.

## Historia i działalność
25 września 1946 roku powstał w Londynie Instytut Badania Spraw Międzynarodowych. Jego prezesem został August Zaleski, były minister spraw zagranicznych, zaś wiceprezesem Juliusz Łukasiewicz, dyplomata i ambasador RP wielu państwach (po wybuchu wojny w Paryżu). W skład zarządu tego Instytutu wchodzili m.in.: Adam Żółtowski, Zygmunt Nagórski Tytus Komarnicki, Stefan Lubomirski. W 1947 August Zaleski został prezydentem RP na obczyźnie. W 1948 do Stanów Zjednoczonych wyjechał Zygmunt Nagórski, zaś w 1949  Juliusz Łukasiewicz. Wobec tych faktów instytucja w 1950 roku zaniechała działalności.